# Arenisca

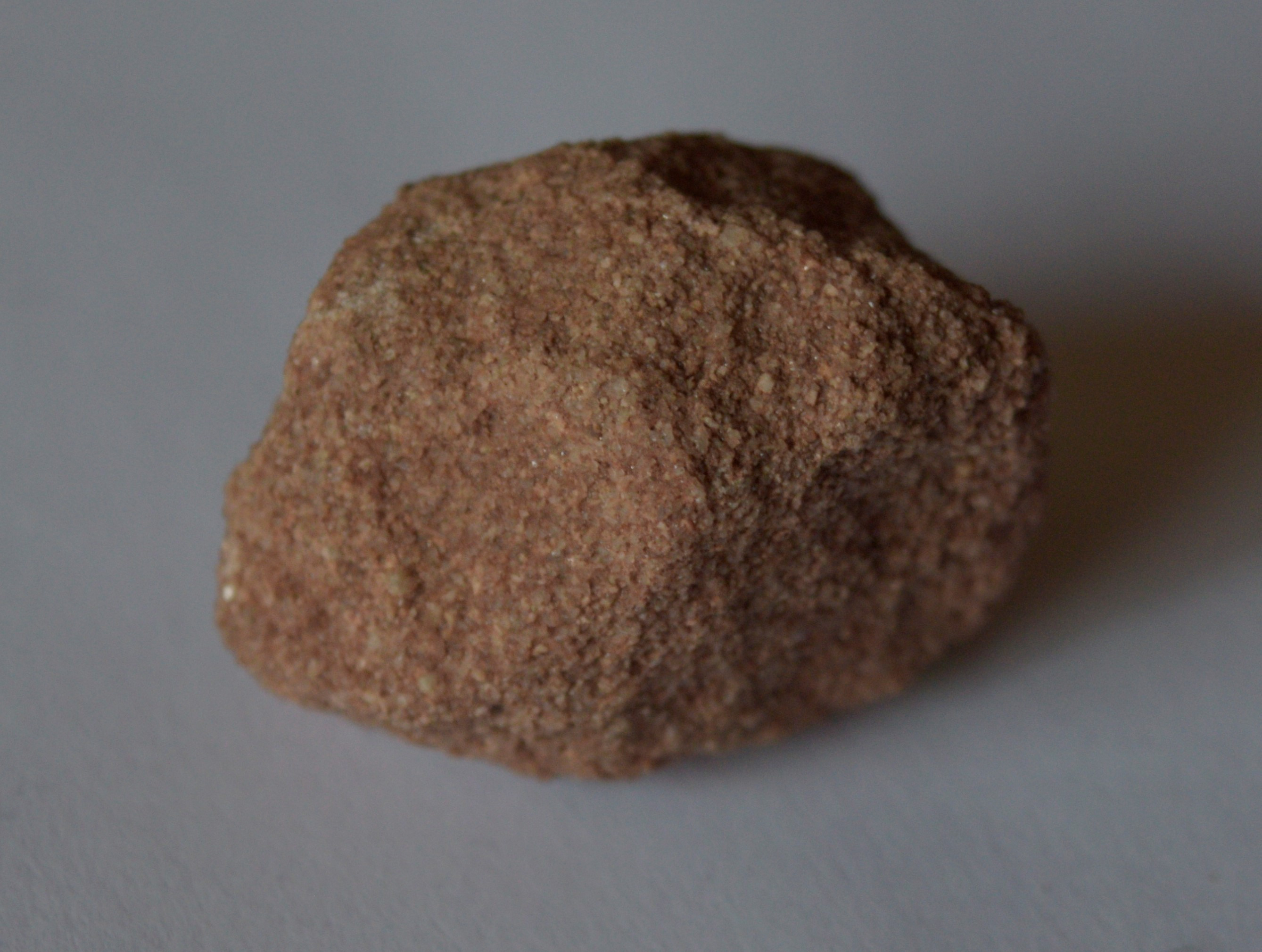
Arenisca de Guadalajara (España)

La arenisca o  psamita es una roca sedimentaria de tipo detrítico, de color variable, que contiene clastos de tamaño arena. Tras las lutitas son las rocas sedimentarias más comunes en la corteza terrestre. Las areniscas contienen espacios intersticiales entre sus granos. En rocas de origen reciente estos espacios están sin material sólido mientras que en rocas antiguas se encuentran rellenos de una matriz o de cemento de sílice o carbonato de calcio. Si los espacios intersticiales no están totalmente rellenos de minerales precipitados, y hay cierta porosidad, estos pueden estar llenos de agua o petróleo. En cuanto a los granos se componen de cuarzo, feldespato o fragmentos de roca. La arenisca se emplea, entre otros usos, como material de construcción y como piedra de afilar.

## Origen
Las areniscas son rocas clásticas de origen (en contraposición a las orgánicas, como la tiza y el carbón, o a las químicas, como el yeso y el jaspe). Los granos de arena silícea de los que se forman son el producto de la meteorización física y química de la roca madre. La meteorización y la erosión son más rápidas en las zonas de alto relieve, como los arcos volcánicos, las zonas de rifting continental y los cinturones orogénicos.
La arena erosionada es transportada por los ríos o por el viento desde sus zonas de origen hasta ambientes sedimentarios donde la tectónica ha creado espacio de acomodación para que se acumulen los sedimentos. Las cuencas de antearco tienden a acumular arena rica en granos líticos y plagioclasa. Las cuencas intracontinentales y los graben a lo largo de los márgenes continentales también son entornos comunes para la deposición de arena.
A medida que los sedimentos se van acumulando en el entorno deposicional, la arena más antigua es enterrada por los sedimentos más jóvenes, y sufre diagénesis.  Esta consiste principalmente en compactación y litificación de la arena. Las primeras etapas de la diagénesis, descritas como eogénesis, tienen lugar a poca profundidad (unas decenas de metros) y se caracterizan por la bioturbación y los cambios mineralógicos en las arenas, con sólo una ligera compactación. La hematita roja que da a las areniscas de lecho rojo su color se forma probablemente durante la eogénesis. El enterramiento más profundo va acompañado de la mesogénesis, durante la cual tiene lugar la mayor parte de la compactación y litificación.
La compactación tiene lugar a medida que la arena se ve sometida a una presión creciente por parte de los sedimentos suprayacentes. Los granos de los sedimentos se desplazan hacia disposiciones más compactas, los granos dúctiles (como los de mica) se deforman y el espacio de los poros se reduce. Además de esta compactación física, puede producirse una compactación química a través de la solución a presión. Los puntos de contacto entre los granos están sometidos a la mayor tensión, y el mineral tensionado es más soluble que el resto del grano. Como resultado, los puntos de contacto se disuelven, permitiendo que los granos entren en contacto más estrecho.
La litificación sigue de cerca a la compactación, ya que el aumento de las temperaturas en profundidad acelera la deposición de cemento que une los granos. La solución a presión contribuye a la cementación, ya que el mineral disuelto en los puntos de contacto tensados se vuelve a depositar en los espacios porosos no tensados.
La compactación mecánica tiene lugar principalmente a profundidades inferiores a 1000 m. La compactación química continúa hasta profundidades de 2000 m, y la mayor parte de la cementación tiene lugar a profundidades de 2000 a 5000 m.
El desprendimiento de la arenisca enterrada va acompañado de la telogénesis, la tercera y última etapa de la diagénesis. A medida que la erosión reduce la profundidad del enterramiento, la renovada exposición al agua meteórica produce cambios adicionales en la arenisca, como la disolución de parte del cemento para producir porosidad secundaria.

## Componentes

### Granos de la estructura

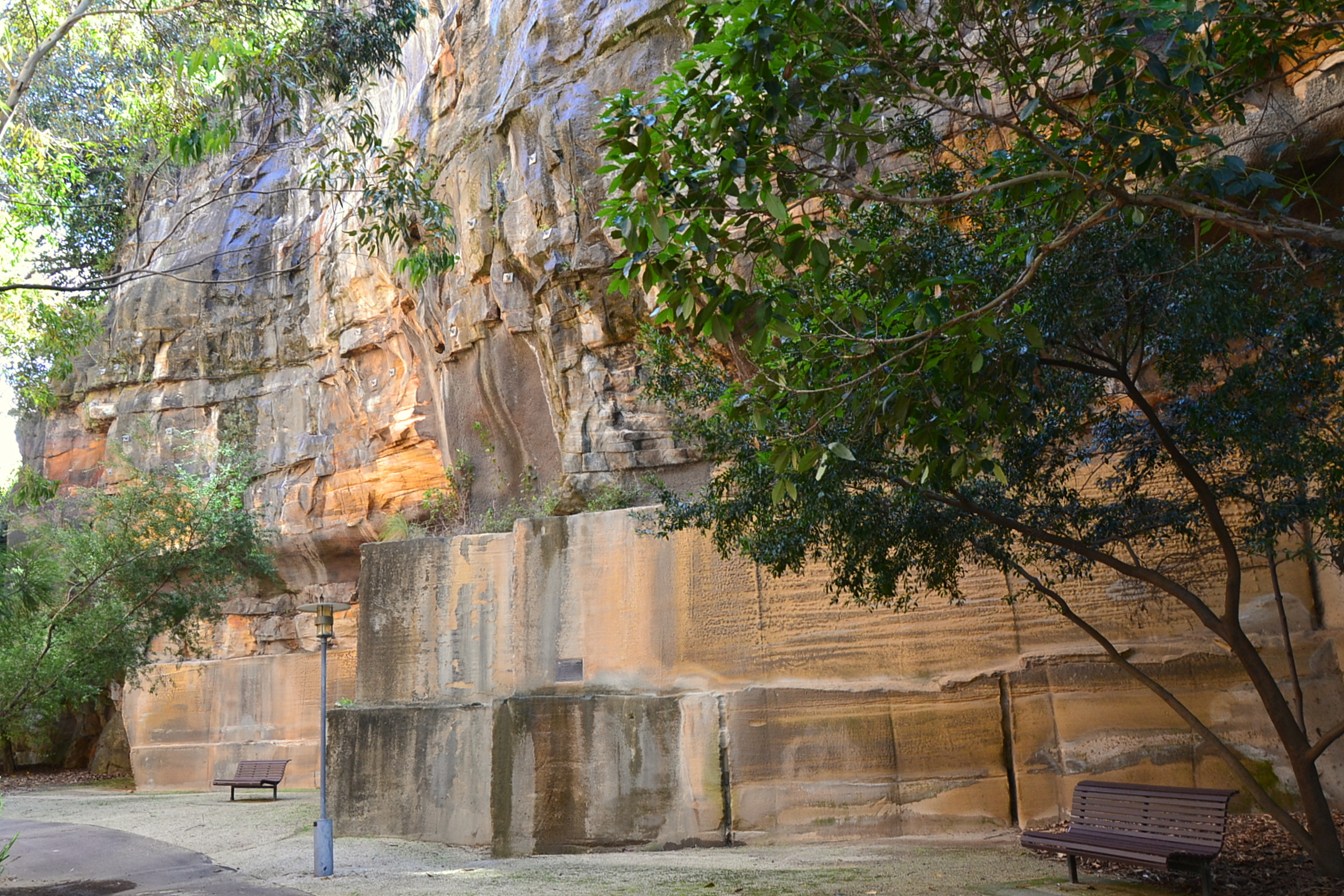
Paradise Quarry, Sídney, Australia

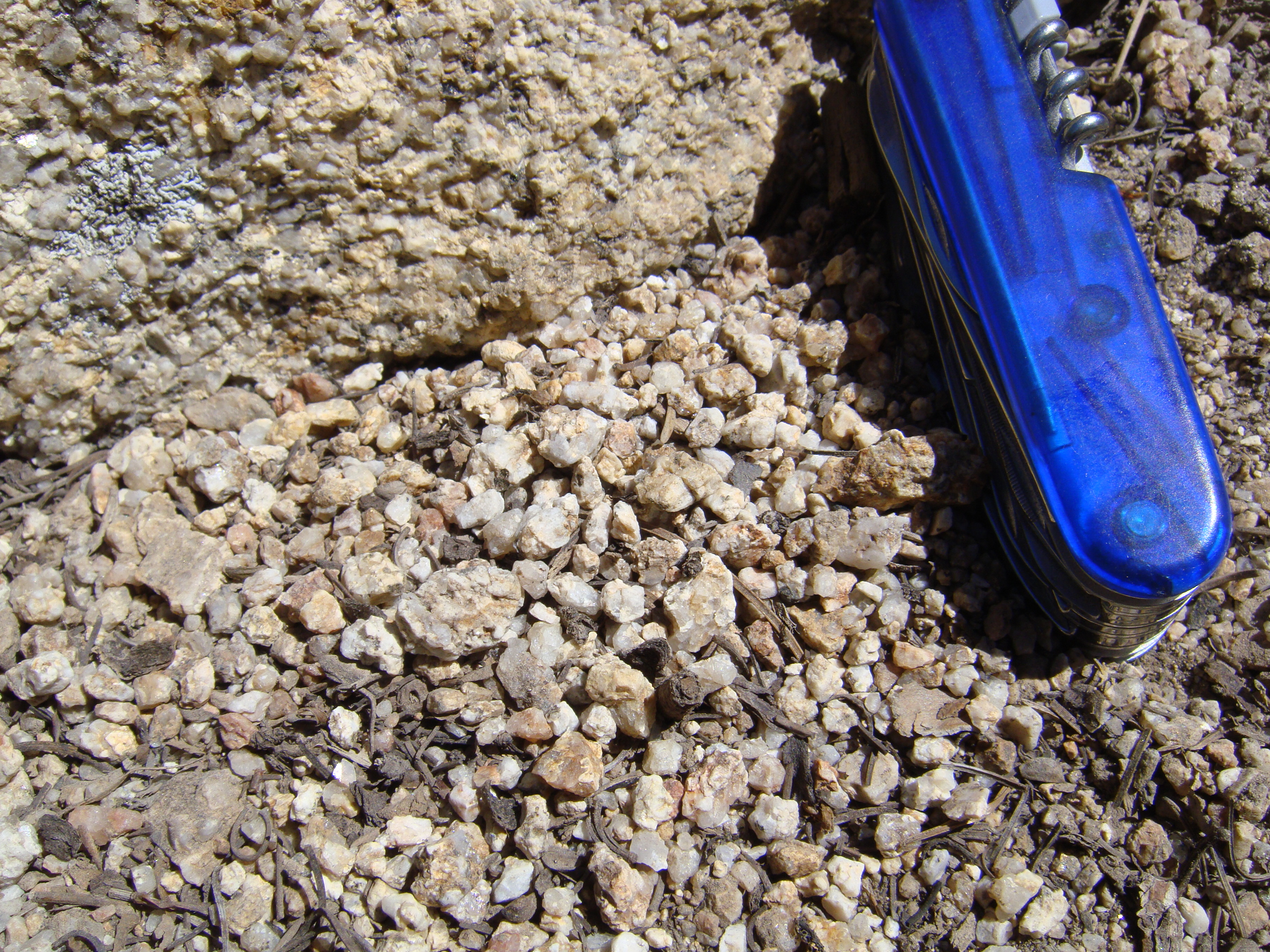
Grus arena y el granitoide del que deriva

Los granos de la estructura son fragmentos detríticos del tamaño de la arena ( 0,0625 a 2 mm de diámetro) que constituyen el grueso de una arenisca. La mayoría de los granos de armazón están compuestos por cuarzo o feldespato, que son los minerales comunes más resistentes a los procesos de meteorización en la superficie de la Tierra, como se observa en la serie de disolución de Goldich. Los granos de la estructura pueden clasificarse en varias categorías diferentes en función de su composición mineral:
- El cuarzo es el mineral que forma los granos de la mayoría de rocas sedimentarias clásticas; esto se debe a que tienen propiedades físicas excepcionales, como la dureza y la estabilidad química.[16] Estas propiedades hacen que los granos de cuarzo puedan sobrevivir múltiples eventos, a la vez que permiten que los granos puedan adoptar cierto grado de redondez.[16] Los granos de cuarzo proceden de rocas plutónicas félsicas o de areniscas más antiguas que han sido recicladas.
- Los feldespatos son habitualmente el segundo mineral más abundante en las areniscas.[16] El feldespato se peuede dividir en feldespatos alcalinos y feldespatos plagioclasos, los cuales es posible distinguir utilizando un microscopio  petrográfico.[16]

- El feldespato alcalino posee composición química que va desde KAlSi3O8 a NaAlSi3O8.
- Las plagioclasas poseen una composición que comprende desde NaAlSi3O8 hasta CaAl2Si2O8.

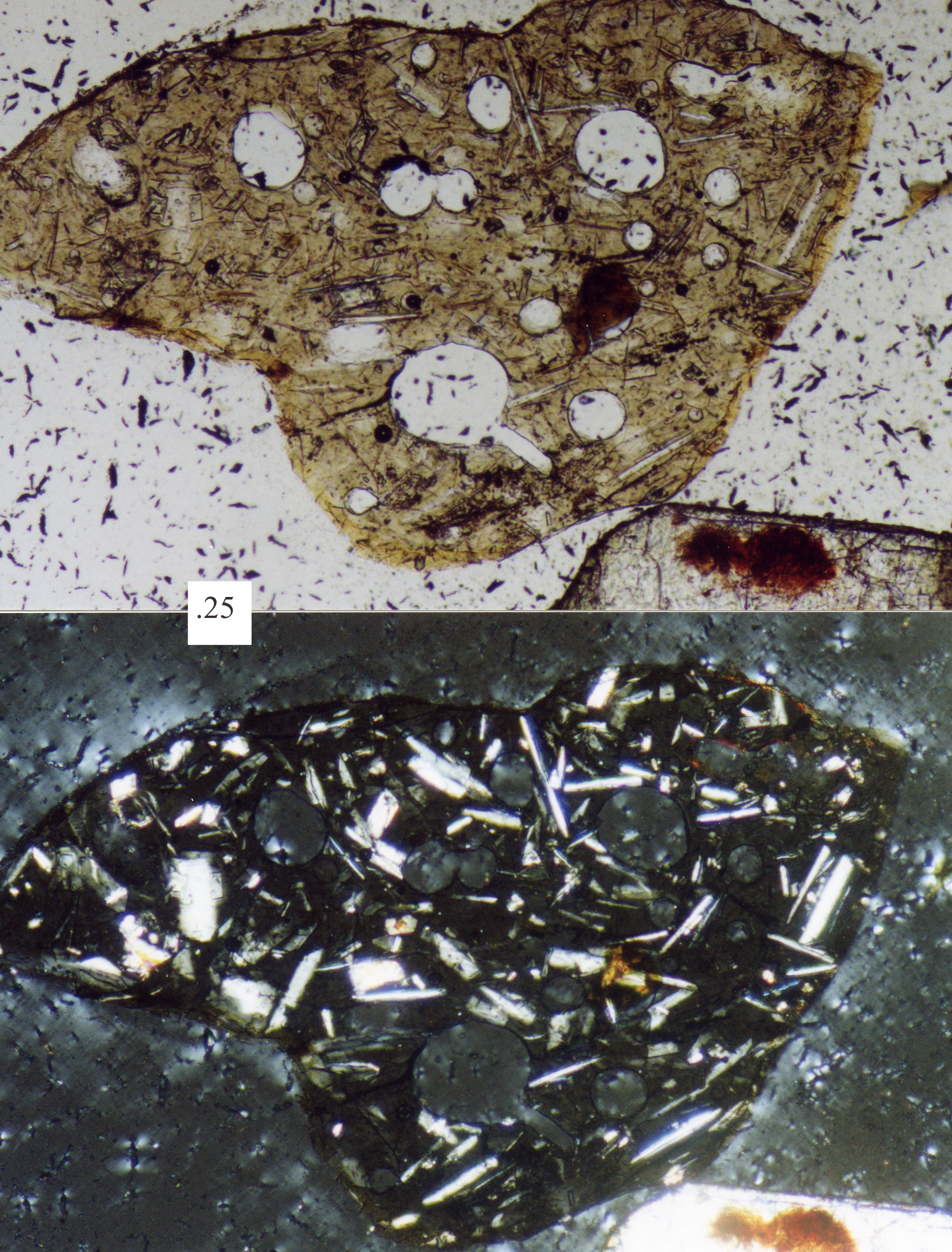
Fotomicrografía de un grano de arena volcánica; la imagen superior es con luz polarizada plana, la imagen inferior es luz polarizada cruzada, el cuadro de escala en el centro de la izquierda es de 0,25 milímetros. Este tipo de grano sería un componente principal de una arenisca lítica.

- Los granos de estructura lítica (también llamados fragmentos líticos o clastos líticos) son fragmentos de roca madre antigua que no se han desgastado hasta convertirse en granos de minerales individuales.[16] Los fragmentos líticos pueden ser cualquier roca ígnea, metamórfica o sedimentaria de grano fino o grueso,[16] aunque los fragmentos líticos más comunes encontrados en las rocas sedimentarias son clastos de rocas volcánicas y metamórficas.[16].
- Los minerales accesorios son todos los demás granos minerales de una arenisca. Estos minerales suelen constituir sólo un pequeño porcentaje de los granos de una arenisca. Los minerales accesorios más comunes son las micas (moscovita y biotita), el olivino, el piroxeno y el corindón.[16][17] Muchos de estos granos accesorios son más densos que los silicatos que componen el grueso de la roca. Estos minerales pesados suelen ser resistentes a la meteorización y pueden utilizarse como indicador de la madurez de la arenisca a través del índice ZTR.[18] Entre los minerales pesados más comunes se encuentran el circón, la turmalina, el rutilo (de ahí lo de ZTR), el granate, la magnetita u otros minerales densos y resistentes derivados de la roca madre.

### Matriz
La matriz es un material muy fino, que está presente dentro del espacio de poros intersticial entre los granos de la estructura. La naturaleza de la matriz dentro del espacio de poros intersticial da lugar a una doble clasificación:
- Las arenitas son areniscas texturalmente limpias que están libres de matriz o tienen muy poca.[17]
- Los wackes son areniscas texturalmente sucias que tienen una cantidad significativa de matriz.[14]

### Cemento
El cemento es lo que une los granos de la estructura siliciclástica. El cemento es un mineral secundario que se forma después de la deposición y durante el enterramiento de la arenisca. Estos materiales de cementación pueden ser minerales de silicato o minerales no silicatos, como la calcita.
- El cemento de sílice puede consistir en minerales de cuarzo u ópalo. El cuarzo es el mineral de silicato más común que actúa como cemento. En las areniscas en las que hay cemento de sílice, los granos de cuarzo están unidos al cemento, lo que crea un borde alrededor del grano de cuarzo llamado sobrecrecimiento. El sobrecrecimiento mantiene la misma continuidad cristalográfica del grano de la estructura de cuarzo que está siendo cementado. El cemento opalino se encuentra en areniscas ricas en materiales volcanogénicos, y muy raramente en otras areniscas.[16]
- El cemento de calcita es el cemento carbonatado más común. El cemento de calcita es un conjunto de cristales de calcita más pequeños. El cemento se adhiere a los granos de la estructura, cementando los granos de la estructura juntos.[16]
- Otros minerales que actúan como cementos son: hematita, limonita, feldespatos, anhidrita, yeso, barita, minerales de arcilla y zeolita.[16]

La arenisca que pierde su cemento aglutinante mediante procesos de erosión se torna friable e inestable. Este proceso puede ser revertido en parte mediante la aplicación de ortosilicato tetraetilo (Si(OC2H5)4) el cual deposita dióxido de silicio amorfo entre los granos de arena. La reacción es:
Si(OC2H5)4 (l) + 2 H2O (l) → SiO2 (s) + 4 C2H5OH (g)

### Espacio de poros
El espacio de poros incluye los espacios vacíos dentro de una roca o suelo. El espacio de poros en una roca posee una relación directa con la  porosidad y permeabilidad de la roca. La porosidad y la permeabilidad están directamente influenciadas por la forma en que los granos de arena están empaquetados.
- La porosidad es el porcentaje del volumen total que está ocupado por los intersticios dentro de una roca determinada.[20] La porosidad está directamente influenciada por el empaquetamiento de los granos esféricos de tamaño uniforme, reordenados desde el empaquetamiento más flojo al más apretado en las areniscas.[16]
- La permeabilidad es la velocidad a la que el agua u otros fluidos fluyen a través de la roca. En el caso de las aguas subterráneas, la permeabilidad de trabajo puede medirse en litros por día a través de una sección transversal de un metro cuadrado bajo un gradiente hidráulico unitario.[20]

## Clasificación
- Calcarenitas. Areniscas ricas en carbonato de calcio.
- Cuarzoarenitas. Areniscas ricas en cuarzo.[2][21]
- Arcosas.  Es el nombre que se le da a las areniscas ricas en feldespato.[1][2]
- Litoarenitas. Son areniscas más de un 25% de fragmentos de roca. Dependiendo de la naturaleza de la roca se distinguen 3 variedades: 
  - Sedarenitas. Con rocas sedimentarias dominantes.[22]
  - Volcarenitas. Con rocas volcánicas dominantes.[22]
  - Filarenitas. Con rocas metamórficas dominantes.[22]
- Grauvacas.  La grauvaca tiene un porcentaje en volumen de matriz de 5 a 15 % mientras que la arenisca tiene menos.[2]
- Areniscas híbridas.[22]

Las areniscas características de diferentes lugares reciben nombres locales muy variados, por ejemplo el albero es una calcarenita de la comarca de Los Alcores en Sevilla, en Argentina la cuarzoarenita es llamada piedra Mar del Plata.

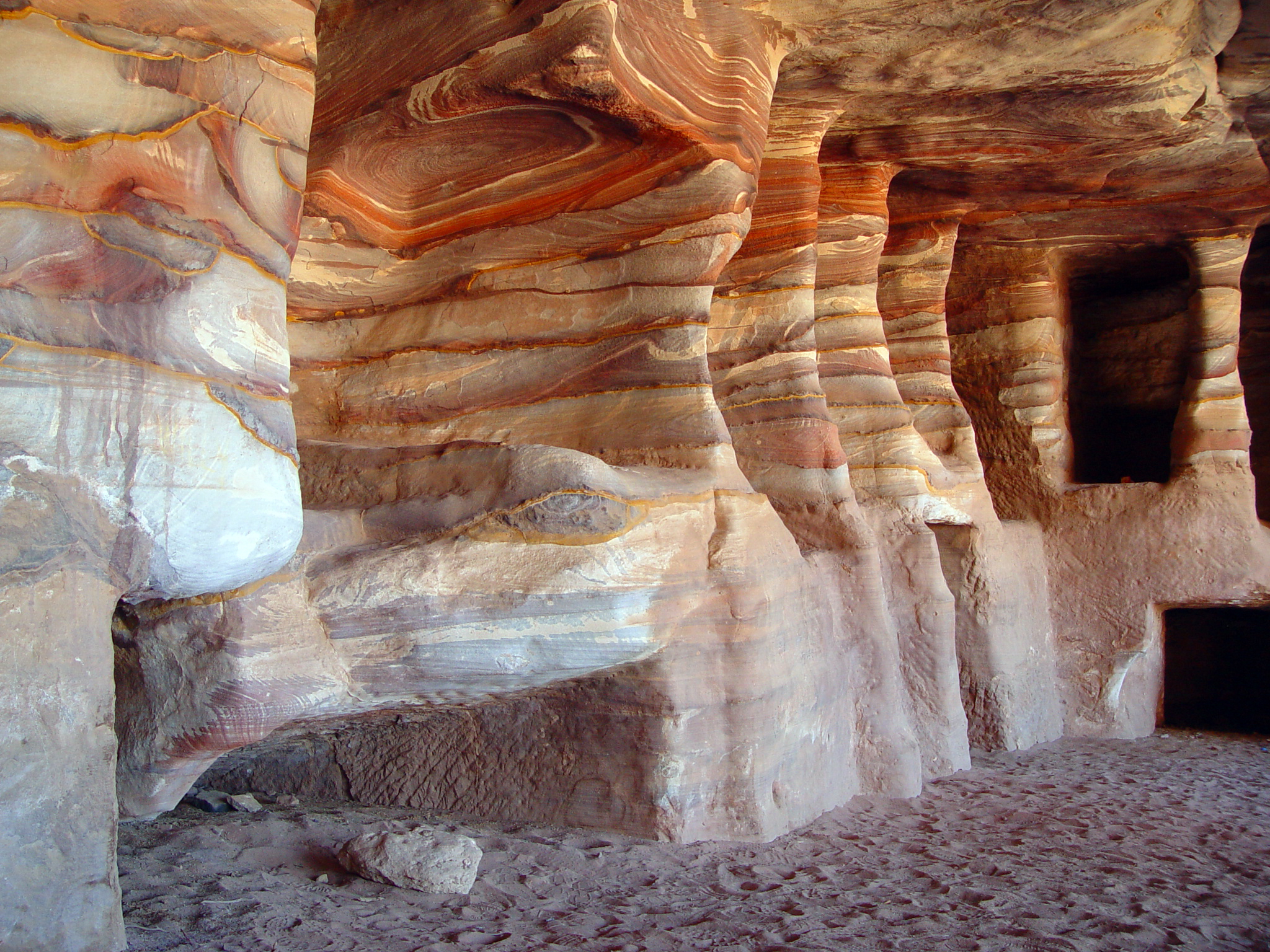
Cavidades en una pared de arenisca estratificada.Tumbas cavadas en arenisca en Petra, Jordania.
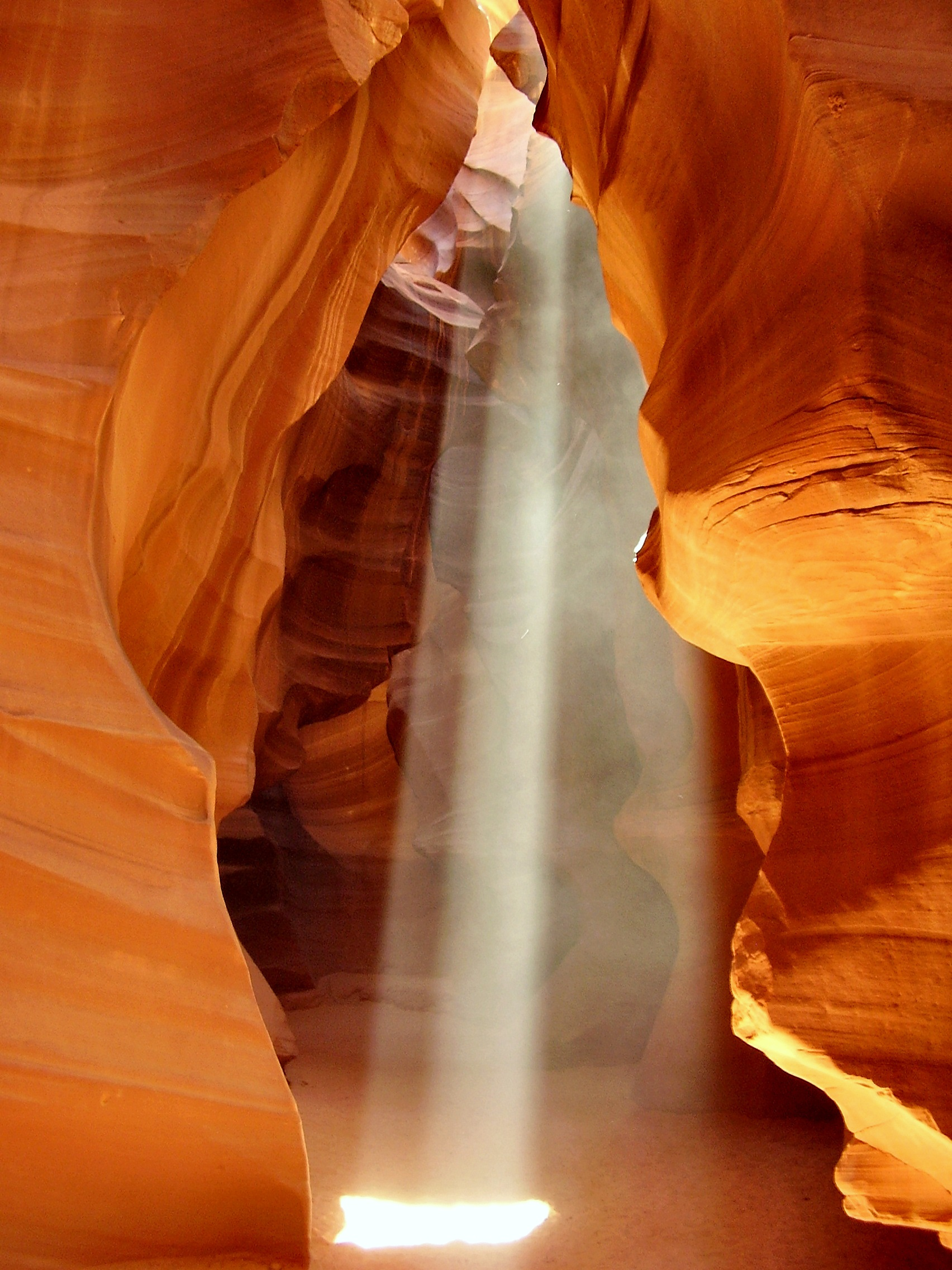
Rayos de luz penetrando en un angosto pasadizo natural, Cañón del Antílope en Arizona.
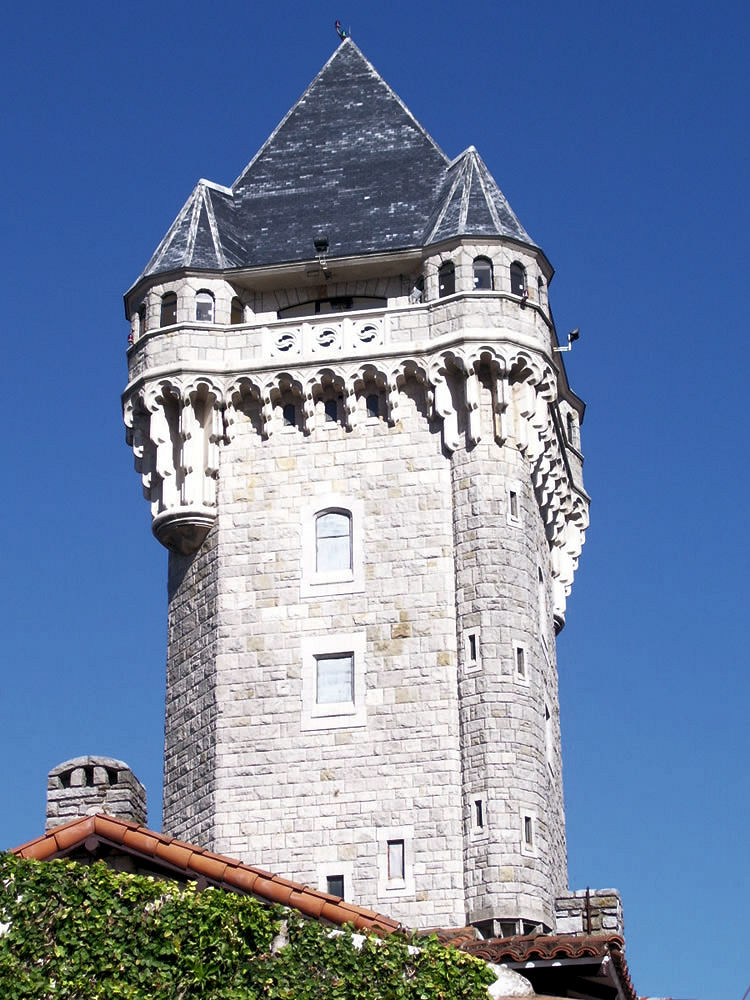
Edificio revestido con piedra Mar del Plata en Mar del Plata.
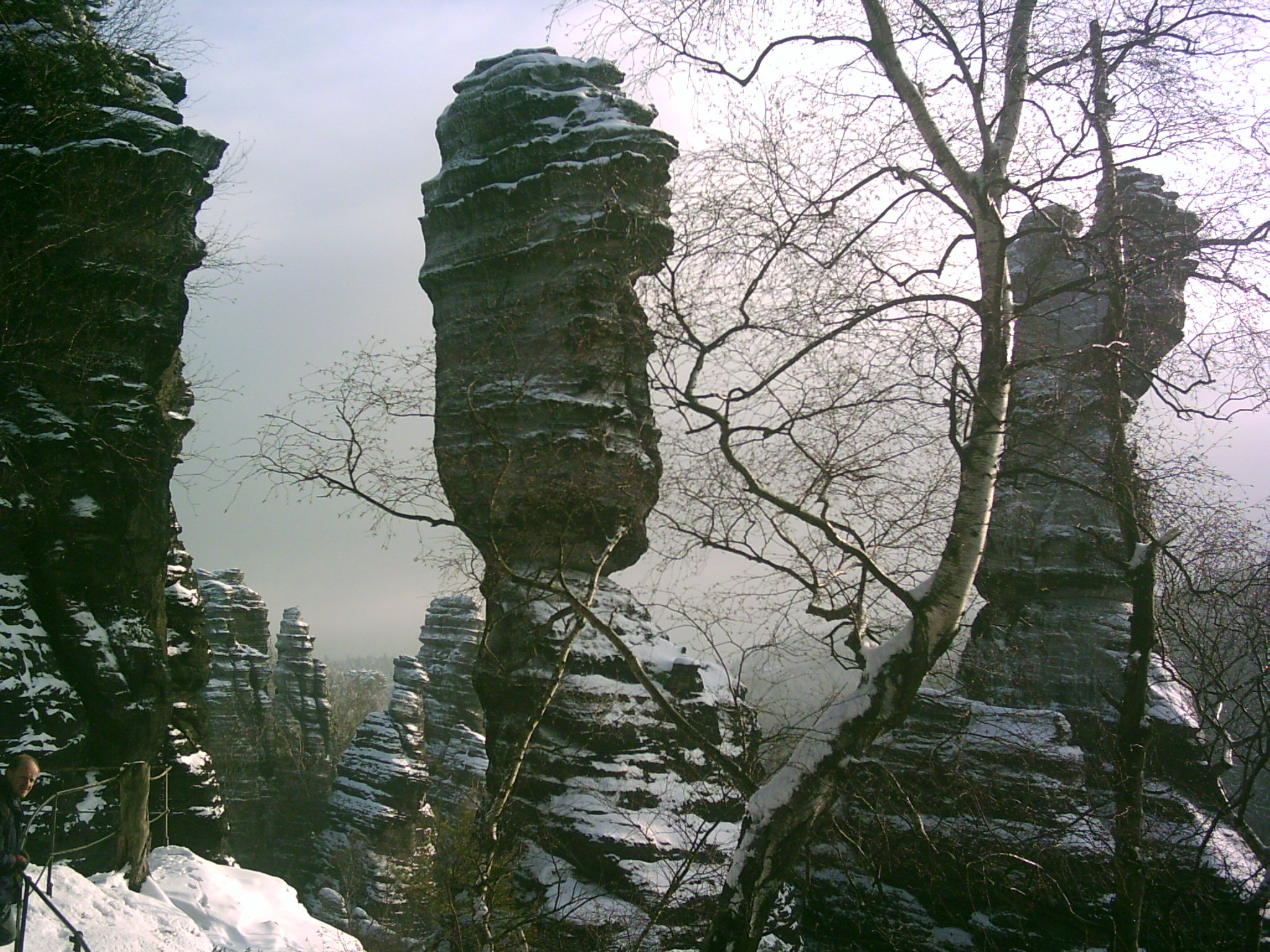
Dos pilates de piedra estratificada parcialmente cubiertos en nieve. Montañas de Arenisca del Elba, Alemania.

## Usos

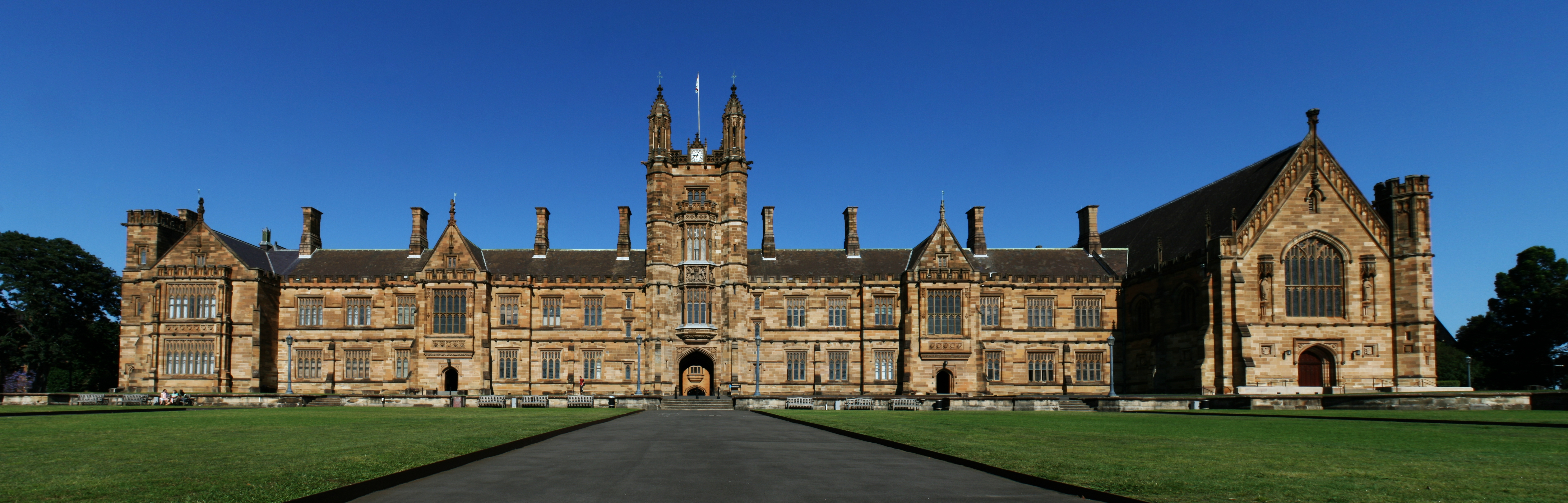
El cuadrilátero principal de la Universidad de Sídney, una de las llamadas universidades de piedra arenisca.

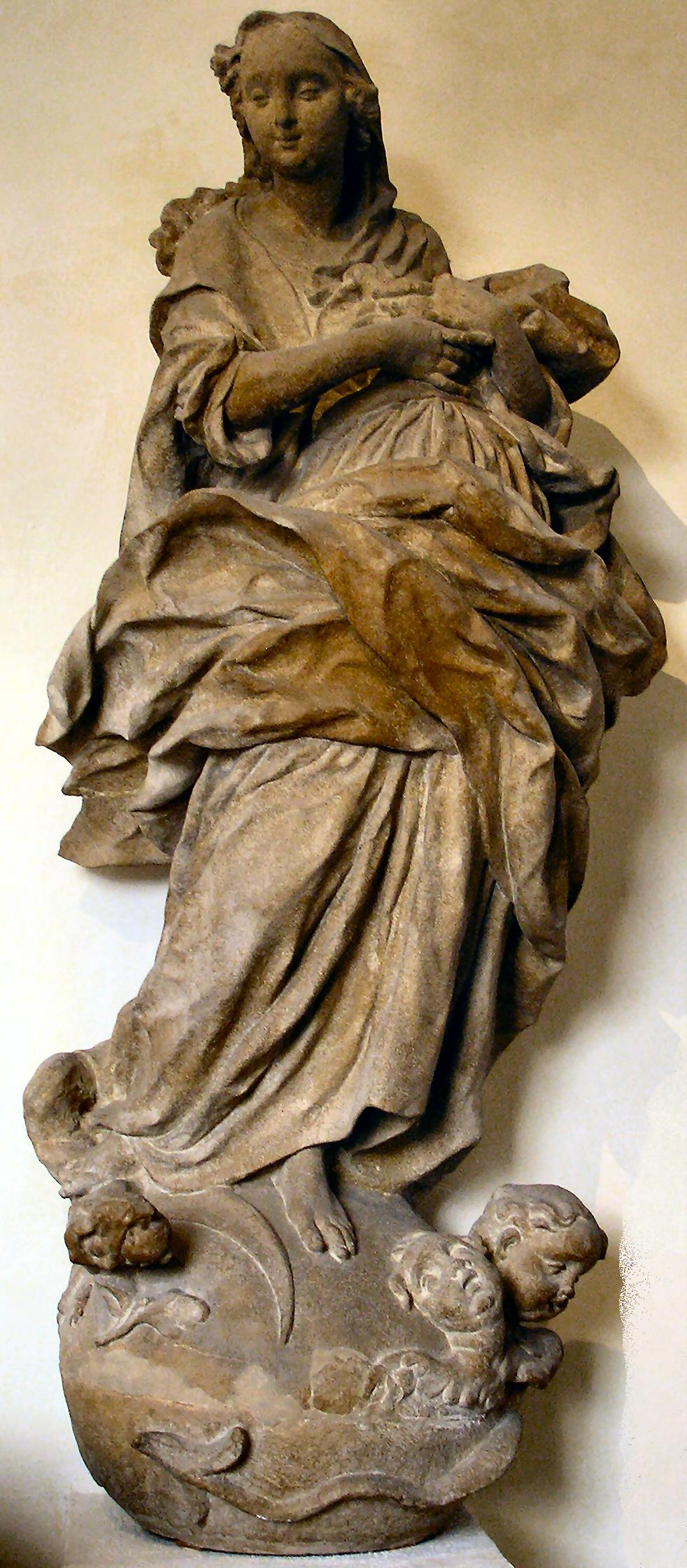
Estatua de piedra arenisca María Inmaculada de Fidelis Sporer, alrededor de 1770, en Friburgo, Alemania.

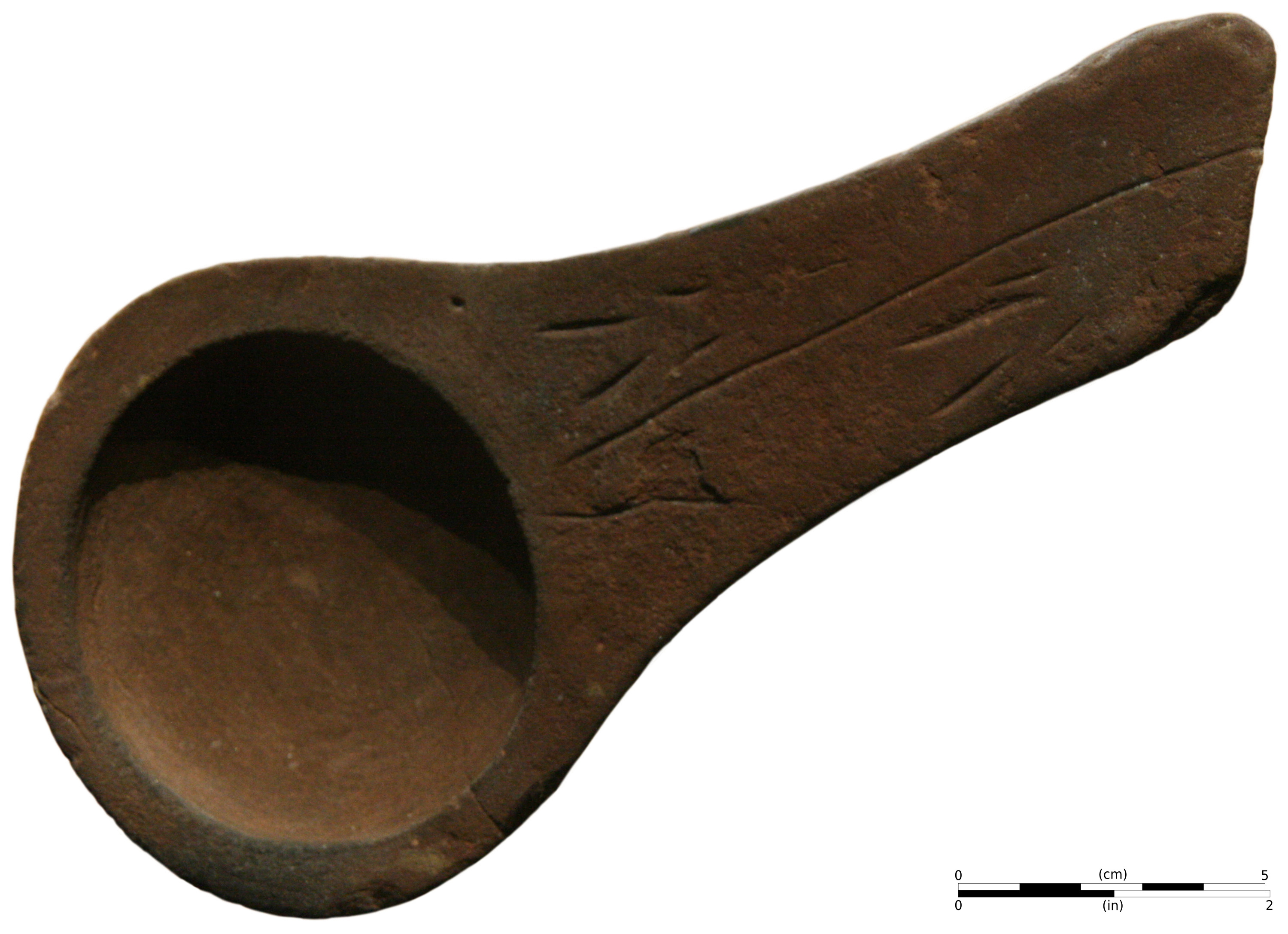
Lámpara de arenisca de 17.000 años de antigüedad descubierta en las cuevas de Lascaux, Francia

La arenisca se ha utilizado desde la prehistoria para la construcción, y herramientas. Se ha empleado ampliamente en todo el mundo en la construcción de templos, iglesias, viviendas y otros edificios, y en ingeniería civil.
Aunque su resistencia a la intemperie varía, la arenisca es fácil de trabajar. Eso hace que sea un material común de construcción y pavimentación, incluso en hormigón asfáltico. Sin embargo, algunos tipos que se han utilizado en el pasado, como la arenisca de Collyhurst utilizada en el noroeste de Inglaterra, han tenido una escasa resistencia a la intemperie a largo plazo, lo que ha obligado a reparar y sustituir los edificios más antiguos. Debido a la dureza de los granos individuales, la uniformidad del tamaño del grano y la friabilidad de su estructura, algunos tipos de piedra arenisca son materiales excelentes para hacer piedras de afilar, para afilar cuchillas y otros implementos. La piedra arenisca no friable puede utilizarse para fabricar piedras de moler el grano.
Un tipo de arenisca de cuarzo puro, la ortocuarcita, con más del 90-95 por ciento de cuarzo, ha sido propuesto para su nominación a la Global Heritage Stone Resource. En algunas regiones de Argentina, la fachada de piedra ortocuarcita es una de las principales características de los búngalos del estilo marplatense.